# Aquilino Gómez-Acedo
Aquilino Gómez-Acedo Villanueva (Bilbao, 12 de enero de 1896 - Bilbao, 9 de julio de 1964), apodado Acedo, fue jugador del Athletic Club de Bilbao en la época fundacional y amateur. Es el hermano mayor de Txomin Gómez-Acedo, histórico jugador del Athletic Club entre 1914 y 1929 

## Trayectoria
Jugó en el Athletic Club durante las temporadas 1912-1913 y 1913-1914. A diferencia de su hermano, participó en el partido inaugural del estadio de San Mamés, el 21 de agosto de 1913, en el que, a pase suyo, "Pichichi" marcó el primer gol de la historia de la Catedral.
Además, entre sus partidos oficiales más importantes, se encuentran también la semifinal de la Copa del Rey del 17 de marzo de 1913, en el que el Athletic ganó 3-0 al Real Madrid, y la final del 23 de marzo de 1913 en la que el Athletic perdió 0-1 ante el Racing de Irún. Por una grave lesión de rodilla tuvo que abandonar el fútbol. Su participación en el partido inaugural de San Mamés le hizo acreedor a la Medalla de Oro y Brillantes del Club. También cabe recordar que fue el primer jugador al que el club le pagó las botas.

## Clubes
| Club          | País   | Año       |
| ------------- | ------ | --------- |
| Athletic Club | España | 1912-1914 |

## Palmarés

### Campeonatos regionales
| Título               | Club          | País   | Año  |
| -------------------- | ------------- | ------ | ---- |
| Campeonato del Norte | Athletic Club | España | 1914 |